# Kyrgyz tuusu
Keurgeuz tuusu (în kîrgîză Кыргыз туусу, Keurgeuz tuusu, cu sensul de Steagul Kârgâzstanului) este cel mai vechi ziar în limba kirghiză din Kârgâzstan. A fost publicat pentru prima dată sub numele de Erkin Too în Tașkent la 7 noiembrie 1924. Din august 1927 a fost cunoscut sub numele de Keuzeul Keurgeuzstan (Kirghisztanul Roșu), iar din 1956 - Sovettik Keurgeuzistan (Kirghzistanul sovietic). Ziarul a primit numele actual în 1991.